# Norman River
Norman River är ett vattendrag i Australien. Det ligger i delstaten Queensland, omkring 1 600 kilometer nordväst om delstatshuvudstaden Brisbane.
Trakten runt Norman River består i huvudsak av gräsmarker. Trakten runt Norman River är nära nog obefolkad, med mindre än två invånare per kvadratkilometer. Savannklimat råder i trakten. Genomsnittlig årsnederbörd är 832 millimeter. Den regnigaste månaden är februari, med i genomsnitt 262 mm nederbörd, och den torraste är augusti, med 1 mm nederbörd.